# 시우메이
시우메이(광둥어: 燒味, 월병: siu1 mei2)는 중국 광둥 지역 및 홍콩·마카오 등지에서 고기 회전구이 요리를 일컫는 말이다. 시우랍(광둥어: 燒臘, 월병: siu1 laap6)으로 불리기도 하는데, 이는 시우메이와 랍메이를 함께 부르는 말이다.

## 종류
- 로우서이막위(鹵水墨魚)
- 박칫가이(白切雞)
- 시야우가이(豉油雞)
- 시우남(燒腩)
- 시우압(燒鴨)
- 시우위쥐(燒乳豬)
- 시우육(燒肉)
- 시우응오(燒鵝)
- 차시우(叉燒)
- 함압단(鹹鴨蛋)
- 훙청(紅腸)

## 같이 보기
- 랍메이